# 황금제비
황금제비(영어: Golden swallow)는 카리브해 섬 히스파니올라섬에 서식하는 제비이다. 한때 자메이카에서도 서식했지만 현재는 자메이카에 서식하지 않는다. 주로 히스패니올란 소나무(Pinus occidentalis)로 이루어진 숲에서 서식한다. 황금제비는 국제자연보전연맹(IUCN)에 의해 취약종으로 지정되었다. 자메이카에서 사라진 정확한 원인은 알려지지 않았다. 외래종인 포유류에 의해 포식당했거나 서식지 손실 등으로 사라졌을 수 있다. 황금제비가 마지막으로 목격된 것은 1989년 6월 8일, 하드워 갭에서 세 마리의 황금제비가 목격되었을 때이다.
비교적 작은 제비인 자메이카 아종의 머리 윗부분과 옆면은 청동색이었다. 귀와 로어는 청동색보다 흐리고 이마 부분은 청동색보다 초록색에 가까웠다. 반면 어깨, 등, 뒤통수, 위꼬리 덮깃은 구릿빛의 청동색이었다. 작은 덮깃과 중간의 덮깃은 더 조잡했고, 큰 덮깃과 일차 날개 덮깃은 더 탁한 초록색이었다. 일차, 이차, 꼬리의 덮깃은 탁한 청동 녹색이었다. 아랫부분은 대부분 흰색이었다. 다리, 발, 홍채는 짙은 갈색이며 부리는 검은색이었다. 암컷은 비슷하지만 젖가슴이 있고, 때로는 목구멍과 꼬리 덮깃이 있었으며 덮깃의 색은 얼룩덜룩한 회갈색이다. 청소년 시기의 개체는 전체적으로 색이 더 흐리고 얼룩덜룩한 회갈색으로 나타났다. 히스파니올란 아종인 T. e. sclateri는 주로 더 깊게 파인 꼬리, 청록색 이마와 위꼬리 덮깃, 청록색 날개와 꼬리 부분 등으로 구별된다.